# بت خیله
بت خیله (پشتو: بټ خېله) یک منطقهٔ مسکونی در پاکستان است که در خیبر پختونخوا واقع شده‌است.